# Васильковский, Пётр Евгеньевич
Пётр Евгеньевич Васильковский (22 февраля 1878, г. Витебск — 1938) — русский учёный, профессор, специалист в области живой природы, краевед и журналист, писатель.

## Биография
Из дворян. Окончил Павловское военное училище. Позднее окончил Археологический институт. Служил в армии, в 1905 году в чине капитана лейб-гвардии Финляндского полка вышел в отставку, с 1910 г. посвятил себя литературной и научной деятельности.
Производил много раскопок.
Активный член Центрального бюро краеведения, руководитель его природоохранной комиссии, Всесоюзного географического общества, ВООП (ныне Всероссийское общество охраны памятников истории и культуры), Общества распространения естественно-исторического образования, Ленинградского общества изучения местного края, заместитель председателя Ленинградского областного общества натуралистов, Северо-Западного бюро краеведения, Бюро краеведения Ленинградской области.
Принимал участие в различных краеведческих и природоохранных съездах. В 1927 году на 1-м краеведческом съезде Северо-Западной области сделал доклад «Роль школы в охране природы», на 1-м Всероссийском съезде по охране природы — «Охрана природы и краеведение», на 1-м Всероссийском съезде любителей мироведения — о роли любителя в сохранении промысловых богатств России.
Как специалист в области живой природы, с 1929 года работал в Межведомственной комиссии Ленинградской области по охране природы, с 1932 г. — заведующий отделом звероводства и охоты Ленинградского отделения Института животноводства, с 1935 г. — начальник просветительского сектора Ботанического института АН.
П. Е. Васильковский инициатор издания ежеквартального периодического природоохранного сборника в СССР, а также ведении раздела «Охрана природы» в журнале «Краеведение». С 1927 г. до запрета журнала, вел эту рубрику.
После убийства Кирова в числе представителей «старой» интеллигенции, как бывший дворянин и офицер, был выселен в марте 1935 г. с семьей из Ленинграда в г. Атбасар Акмолинской области Казахстана.
Работал лаборантом.
В марте 1938 г. был арестован Атбасарским РО НКВД. Обвинен в шпионской деятельности в пользу литовской и английской разведки, а также в связях с контрреволюционной группировкой. На основании постановления НКВД СССР, протокол № 194, от 2 сентября 1938 г. профессор Васильковский П.Е был расстрелян, место его захоронения неизвестно.
Реабилитирован 15.06.1989 г.

## Литературная и научной деятельность

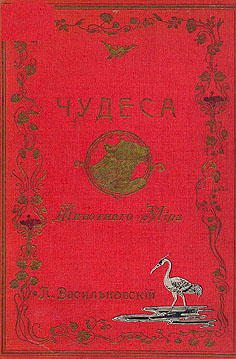
Васильковский, П. Е. Чудеса животного мира: (зоология для всех) : хрестоматия для чтения в семье и в школе. 1911

Область научных интересом — охота, звероводство, ботаника, охрана природы.
П. Е. Васильковский — автор книг
- «Охрана природы и краеведы»
- «Чудеса животного мира» (1911)
- «Чудеса растительного мира» (1912)
- «Диковинки Земли» (1913)
- «Чудеса подводного царства»" (1914)
- «Царство „Арктиды“» (1914)
- «Спутник юного натуралиста» (1915)
- «Справочник по вопросам охраны природы, искусства, быта и старины». (Под редакцией П.Е. Васильковского) (1927)
- «Принципы охраны нашей фауны и список животных, подлежащих охране» // Труды III съезда зоологов, анатомов, гистологов (1928)
- «Природа и население Ленинградской области: справочная книга по краеведению» (1928) и др.

Напечатал ряд научно-популярных очерков по естествознанию в журналах: «Юные Всходы», «Природа и Люди», «Охота и природа», «Живая природа», «Краеведение», множество статей и др.